# Hovedgård
Hovedgård is een plaats in de Deense regio Midden-Jutland, gemeente Horsens, en telt 1917 inwoners (2008). Het dorp ligt aan de spoorlijn Fredericia - Aarhus. Het station is gesloten in 1974, maar het stationsgebouw is nog steeds aanwezig. 